# Waldbrunnen (Natur- und Landschaftsschutzgebiet)
Waldbrunnen ist ein mit Verordnung des Regierungspräsidiums Karlsruhe vom 16. Dezember 1994 ausgewiesenes Natur- und Landschaftsschutzgebiet mit der Schutzgebietsnummer 2.184. Das ergänzende gleichnamige Landschaftsschutzgebiet führt die Nr. 2.37.047. 

## Lage
Die Schutzgebiete befinden sich im Naturraum Obere Gäue. Sie liegen nördlich des Horber Stadtteils Grünmettstetten und sind Teil des FFH-Gebiets Nr. 7516-341 Freudenstädter Heckengäu. 

## Schutzzweck
Laut Schutzgebietsverordnung ist der wesentliche Schutzzweck des Naturschutzgebiets:
- die Erhaltung und Förderung der Talaue des Waldbrunnens, mit ihren ausgedehnten Seggen-, Röhricht- und Hochstaudenbeständen und entsprechender Fauna;
- die Erhaltung und Förderung der relativ kleinflächigen artenreichen Halbtrockenrasen als Nahrungs- und Lebensraum einer besonders zahlreichen und teilweise stark gefährdeten Insektenfauna;
- die Erhaltung und Förderung der Hecken und Feldgehölze und der Lesesteinriegel als prägende Bestandteile der historischen Kulturlandschaft des Muschelkalkes sowie als Nahrungs-, Lebens- und Rückzugsräume einer reichhaltigen Kleinsäuger- und Avifauna;
- die Erhaltung und Förderung einer besonders vielfältig vorhandenen Staudensaumflora als ökologisch wichtiges Bindeglied zwischen intensiv und extensiv genutzten Bereichen;
- die Erhaltung und Förderung der unterschiedlichen Wiesentypen und ihrer ausgeprägten Vegetationsvielfalt sowie der ökologisch wertvollen Streuobstbestände als Nahrungs-, Lebens- und Rückzugsräume einer stark gefährdeten Insekten-, Kleinsäuger- und Avifauna.

Schutzzweck des Landschaftsschutzgebietes ist die Erhaltung erweiterter Lebens- und Rückzugsräume für die im Naturschutzgebiet vorkommende Tier- und Pflanzenwelt als ökologisch sinnvolle und daher notwendige Ergänzung; die Erhaltung und Förderung einer abwechslungsreichen, mit naturnahen Landschaftselementen des Hecken- und Schlehengäus ausgestatteten Kulturlandschaft, als ästhetisch sehr ansprechendem Erholungsraum sowie die Erhaltung der landwirtschaftlich genutzten Flächen und der naturnahen Waldränder mit ihren Krautsäumen zur Förderung eines ausgewogenen Naturhaushaltes.

## Flora und Fauna
Zur Ackerbegleitflora des Gebiets zählt der gefährdete Acker-Hahnenfuß. Auf den feuchten Standorten wachsen Schmalblättriges Wollgras, Breitblättriger Rohrkolben, Sumpf-Vergissmeinnicht, Sumpf-Helmkraut und Schlangen-Knöterich. Die letztgenannte Pflanze stellt die unersetzbare Nahrung des Randring-Perlmutterfalters dar. Im Gebiet fliegen die Berglandhummel und die Veränderliche Hummel, die in Baden-Württemberg nur im Gäu vorkommen. Die Hecken des Gebiets werden von typischen Heckenbrütern wie der Dorngrasmücke, der Klappergrasmücke, dem Neuntöter und der Goldammer bewohnt.     